# Foudia aldabrana
Espèce
Foudia aldabrana, le Foudi d'Aldabra, est une espèce de passereaux appartenant à la famille des Ploceidae. Certains auteurs considèrent encore cette espèce comme une sous-espèce du Foudi des Comores (Foudia eminentissima).